# 英格兰教会资产与资金来源

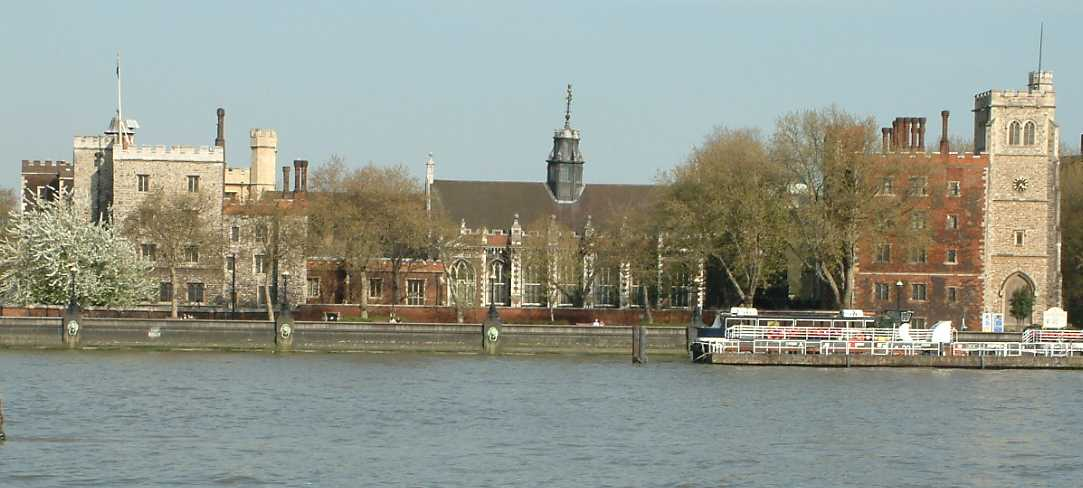
辅助建筑：兰柏宫，是坎特伯里大主教在伦敦的官方住所。

英格兰教会资产与资金来源的问题这些年来被广泛讨论，因为联合王国的经常参加活动的教区居民减少，不能够继续维持由教会控制的数量巨大的不动产。

## 缺乏政府支持
英格兰教会，尽管是已经建成的教堂也并不会得到政府的直接支持。捐款构成了它最主要的收入来源，而同时也严重依赖它多样的的历史上形成的基金。比如2005年，英格兰教会据估计总开支约为9亿英镑。

## 来自教区居民的资金
历史上，教区居民各自筹集和支付了大量教会的资金，意味着神职人员的酬劳取决于教区居民的财富。教区居民可以拥有牧师推荐权(根据英国教法，教区居民可以指定牧师或某个特定的教区居民管理教区)，因此这是一个很有价值的权利。独立的教区同样可以拥有可观的财产，如杜伦教区（英語：Diocese of Durham），使得主教可以控制大规模的财产并在一定时期内拥有权力，这样他的主教被称为：“采邑主教”。然而从19世纪中期，教会采取了多种行动来“平衡”这种状况，并且现在每个教区的神职人员接受由教区基金支付的基本薪金。

## 教堂委员会

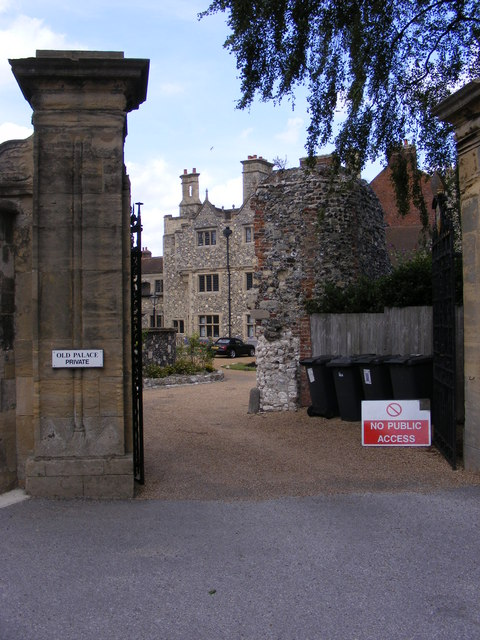
辅助建筑：舊宫，是坎特伯里大主教在坎特伯里的住所。

同时，教堂把大部分收入变为资产（曾包括大量的土地，但是现在多数是股票和基金）通过各个神职人员和主教来维持称为教堂委员会的实体，通过使用这些基金来支付一系列的非教区支出，包括神职人员退休金和大教堂的开支及主教的房产。这些资金量大概有39亿英镑，每年造成的收入约有1.64亿英镑（2003年），在教堂所有收入里面排在第五位。

## 对教区当地居民的赠款
教堂专款基金对当地教区居民进行捐赠，但是教堂维护的大部分的财政重负和教区当地的工作仍然由每个教区居民负担，主教区有捐赠支持。直接捐赠（不包括遗产捐赠）达到4.6亿英镑每年，而教区和主教区储备基金产生了另外的1亿英镑。各个教区账户上的资金因为以上所有项目而增加，同时大部分的资金留在了原有的教区，也就意味着可以利用于教区的资源根据教区能捐赠的水平应该是差别非常大的。

## 定额及教区份子钱
然而在大部分的教区，对主教区提供他们资金的一部分作为“定额”或“教区份子钱”。而这不是一个强制性的支付款项，主教区强烈鼓励和依赖于这一支付；不支付的情况通常是教区没有钱或是出现某种抗议。同样支付比如总主教区各部门运转开支，这些主教区基金同样提供神职人员的工资和住房开销（所有主教区每年的开支约为2.6亿英镑），意味着神职人员的生活条件不再取决于各分教区的资金提供。

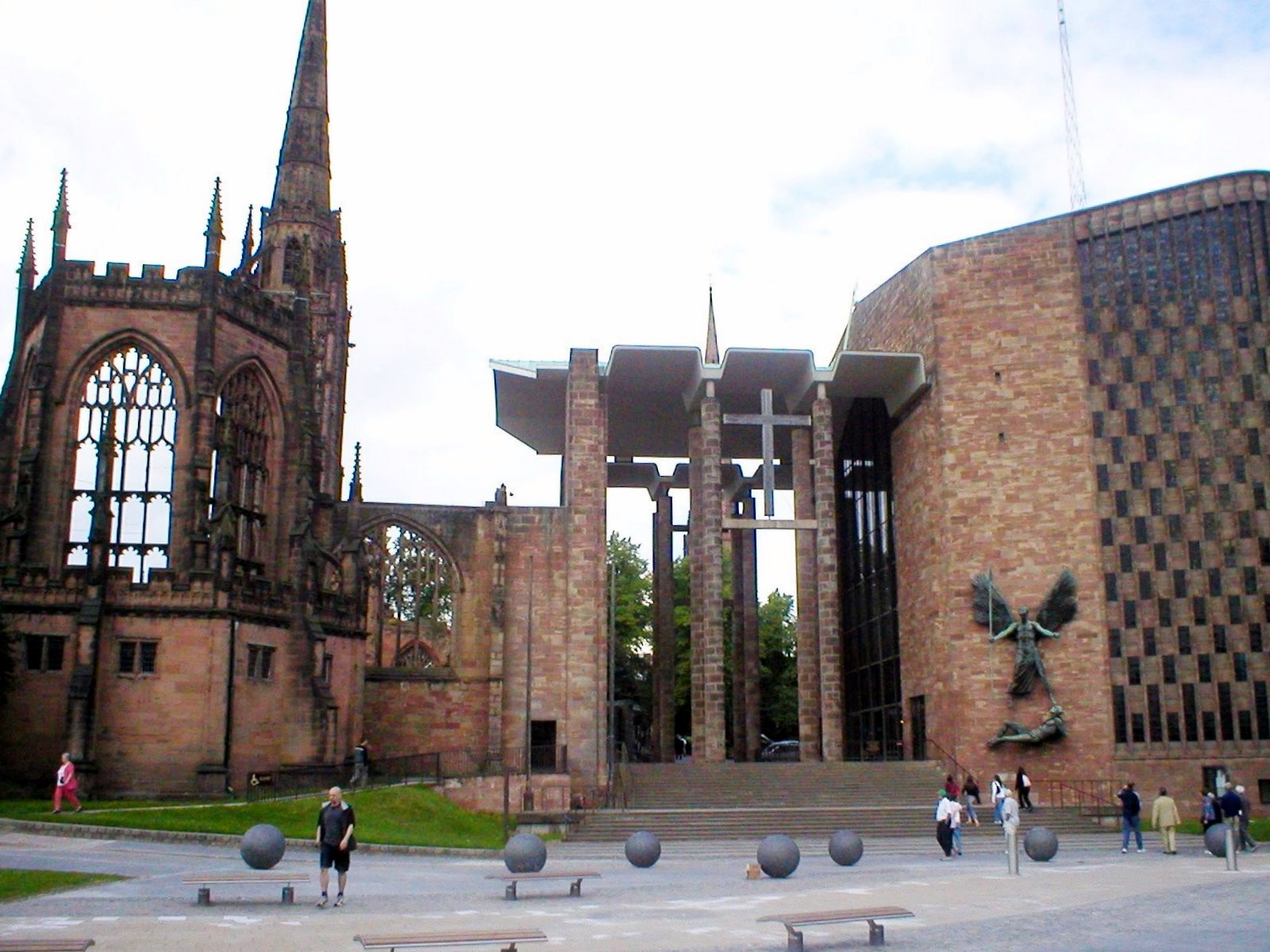
新和舊考文垂主教座堂，位于考文垂教区，新的大教堂建在二战中被摧毁的舊教堂的旁边

## 13000个英格兰圣公会教堂
尽管资产丰厚，英格兰教会必须维持他们在全国范围的数千所教堂。英格兰教堂拥有大约16000座教堂建筑，分散在整个英格兰的13000个教区，同时有43座大教堂。同时他们形成了一系列的建筑藏品；12000到13000个教堂被列入名单，作为政府评定的具有重要历史和建筑价值的物品。尽管是教堂首先是，也最重要的是一个祈祷场所，但是通常也是持续使用的最古老的建筑。甚至在工业及20世纪的建筑上，他们也是一个重要方面。

## 经济上自给自足的问题
多数教堂，特别是主教座堂，在建筑上是最复杂的，最有历史感，并且在该村庄，县城或城市拥有最高的参观频率。由于目前的普通人处于一个相对较低的生活水平，并且维持费用因为建筑变得老旧而增长，这些教堂中的许多不能保持经济自给，但是他们的历史和建筑重要性使得要销售他们是很困难的。这些年，主教座堂和其他著名的教区教堂从英国遗产委员会获得一部分维护费用；但是教会群众和筹款者必须支付大部分小教堂的所有费用。然而政府的确以减免税收的方式提供了一些资助，比如说100%的增值税退款。

## 辅助建筑

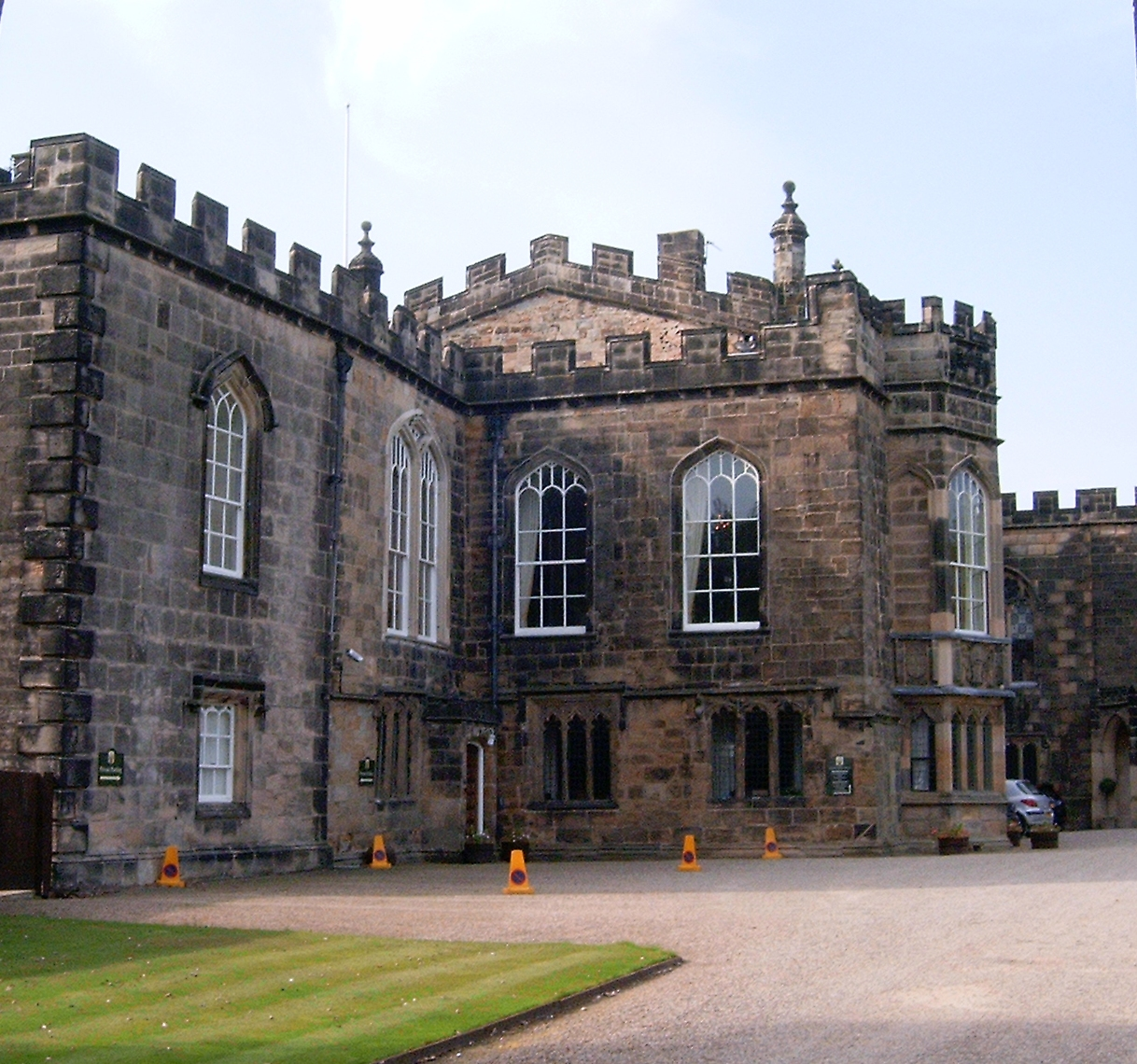
辅助建筑：达勒姆主教的奥克兰城堡

除了宗教建筑外，教堂同样控制了大量的辅助建筑，隶属或者和教堂相联系，包括大量的神职人员住房。同样包括教区牧师和教区长，住房包括了114个主教的寓所（通常被叫做“宫殿”）。在一些情况下，这个名字看起来是非常合适的；例如坎特伯里大主教在伦敦的兰柏宫和在坎特伯里的舊宫拥有宫殿的规模，同时杜伦主教的奥克兰城堡有50个套间，一个宴会大厅和30英亩（约120,000平方米）的园地。然而许多主教发现舊的宫殿不适合当代的生活，同时一些宫殿是普通的私人间房子。许多保留大型宫殿的主教堂现在利用部分的空间作为管理办公室，而主教及他们的亲属居住在宫殿的小套间里。

## 宫殿转变为会议中心
在最近的这些年，一些主教设法将部分过剩的，华丽的宫殿区转为可以盈利的会议中心。所有这些上面提到的主教宫殿——兰柏宫、舊宫、奥克兰城堡——都作为教会管理的办公室或者会议中心，而作为主教的个人居所则不是这样重要。主教居住空间极大的减小了，其在款待及人员方面的开销相对20世纪以前来说只是很小的一部分。